# Río Vitim
El río Vitim (del ruso: Река Витим) es un largo río ruso localizado en la Siberia asiática, uno de los principales afluentes del curso medio-alto del río Lena. Tiene una longitud de 1837 km, o 1978 km si se incluye el Vitimkán (Витимкан), y drena una gran cuenca de 227 000 km². Administrativamente, discurre por la república de Buriatia y el óblast de Irkutsk.

## Geografía

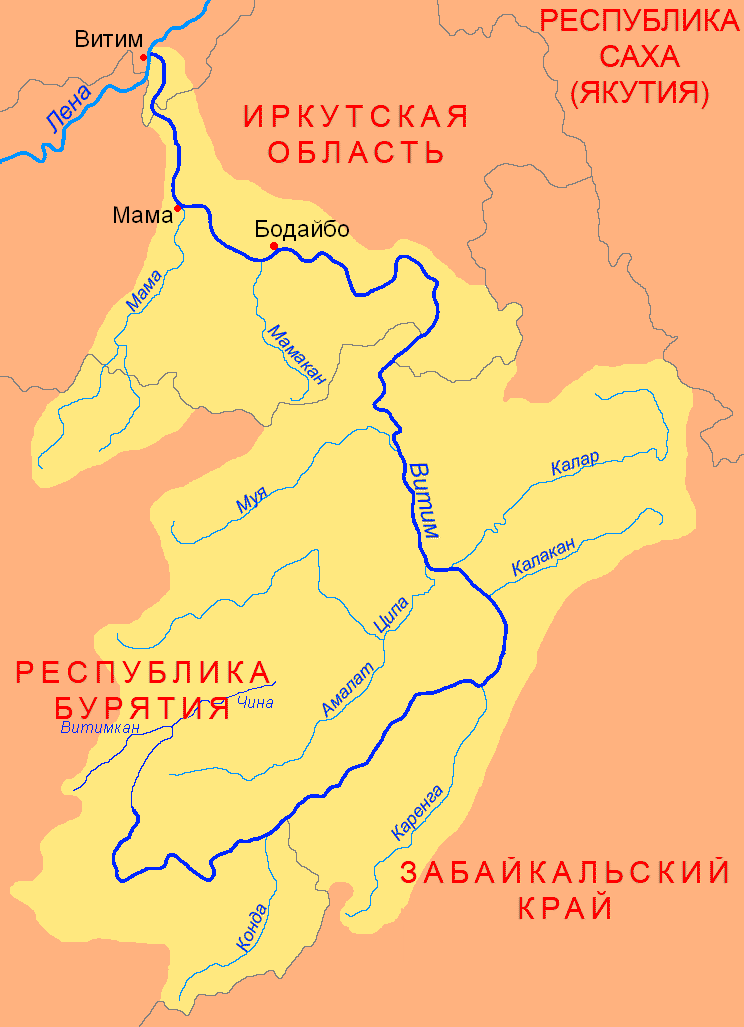
Mapa en ruso del río Vitim en el que aparecen en su curso tres localidades: Bodaibó (Бодайбо), Mama (Мама) y Vitim (Вити́м)

El río Vitim tiene su origen a unos 100 km al este del lago Baikal, en las estribaciones del monte Ikat (Ikatski Jrebet, de 2573 m), de la confluencia de los ríos Vitimkán y Chin. La fuente más lejana está situada a unos 200 km al suroeste de la ciudad de Bagdarine. El curso de agua desciende la montaña serpenteando a través de la meseta de Vitim; fluye primero hacia el suroeste, a lo largo de los montes Yáblonoi, y, a continuación, toma ya la dirección norte a través de las montañas Stanovói para llegar a las localidades de Kalakán, Muya, Bodaibó y, finalmente, Vitim y Mama. Desemboca en el río Lena por su margen derecha, formando un delta, al oeste de la ciudad de Lensk. 
Baysa, una de las famosas localidades por la aparición de fósiles de insectos, está situada en la orilla izquierda del río Vitim.
El río es navegable sólo en su parte más baja, desde la ciudad de Bodaibó hasta el Lena.

## Afluentes
Los principales afluentes del río Vitim son los siguientes, siguiendo el río aguas abajo:
- río Dzhilinda (Джилинда), por la izquierda;
- río Taksima (Таксима), por la derecha, con una longitud de 120 km, una cuenca de 2260 km²;
- río Zaza (Заза), por la derecha, con una longitud de 90 km, una cuenca de 1880 km² y un caudal de 4,55 m³/s;
- río Yumurchén (Юмурчен), por la derecha, con una longitud de 150 km, una cuenca de 3990 km² y un caudal de 16,9 m³/s;
- río Karenga (Каренга), por la derecha, con una longitud de 366 km, una cuenca de 10 100 km² y un caudal de 366 m³/s;
- río Kalakán (Калакан), por la derecha, con una longitud de 314 km, una cuenca de 10 600 km² y un caudal de 74,2 m³/s;
- río Kalar (Калар), por la derecha, con una longitud de 511 km, una cuenca de 17 400 km²  y un caudal de 161 m³/s;
- río Tsipa (Ципа), por la izquierda, con una longitud de 692 km, una cuenca de 42 200 km²  y un caudal de 270 m³/s; sus principales subafluentes son el Tsipikán (280 km, 6600 km² y 36,9 m³/s) y el Amalat;
- río Muya (Муя), por la izquierda, con una longitud de 365 km, una cuenca de 11 900 km² y un caudal de 130 m³/s; su principal subafluente es el río Muyakán (Муяка́н) (92 km, 3400 km² y 34,4 m³/s);
- río Kuanda o Konda (Куанда или Конда), por la derecha, con una longitud de 196 km, una cuenca de 6530 km²;
- río Bodaibó (Бодайбо), por la derecha, con una longitud de 90 km y un caudal de 12 m³/s;
- río Mamakán (Мамакан), por la izquierda, con una longitud de 209 km, una cuenca de 9460 km²  y un caudal de 180 m³/s;
- río Mama (Мама), por la izquierda, con una longitud de 406 km, una cuenca de 18 900 km² y un caudal de 354 m³/s; su principal subafluente es el río Konkuderi (Конкудери) (180 km, 4290 km² y 110 m³/s);

## Evento de Vitim
Un misterioso caso, llamado evento de Vitim, sucedió el 25 de septiembre de 2002 en la cuenca del río Vitim, cerca de la ciudad de Bodaibó. El evento, una explosión de medio kilotón, fue probablemente causado por un bólido o un cometa. El evento fue sorprendentemente similar al evento de Tunguska.